# Megumi Torigoe
Megumi Torigoe (鳥越 恵) és una exfutbolista japonesa.

## Selecció del Japó
Va debutar amb la selecció del Japó el 1999. Va disputar 8 partits amb la selecció del Japó.

## Estadístiques
| Selecció del Japó | Selecció del Japó | Selecció del Japó |
| Anys              | Partits           | Gols              |
| ----------------- | ----------------- | ----------------- |
| 1999              | 5                 | 0                 |
| 2000              | 2                 | 0                 |
| 2001              | 1                 | 0                 |
| Total             | 8                 | 0                 |